# Dombeya longistipula
Dombeya longistipula är en malvaväxtart som beskrevs av Arenes. Dombeya longistipula ingår i släktet Dombeya och familjen malvaväxter. Inga underarter finns listade i Catalogue of Life.